# كريستين كيو
كريستين كيو هي ممثلة كندية، ولدت في 11 يوليو 1983 في تاي شانغ في تايوان.

## وصلات خارجية
- كريستين كيو على موقع IMDb (الإنجليزية)
- كريستين كيو على موقع ميوزك برينز (الإنجليزية)
- كريستين كيو على موقع قاعدة بيانات الفيلم (الإنجليزية)